# 羊头崖乡
羊头崖乡，是中华人民共和国山西省晋中市寿阳县下辖的一个乡镇级行政单位。

## 行政区划
羊头崖乡下辖以下地区：
羊头崖村、南寺庄村、韩赠村、西草庄村、独堆村、东刘义村、昌村、下庄村、盐土洼村、山郊村、豹庄村、南坪村、新南洼村、吉村、七里洼村、南王昌村、下百草坪村、阔郊村、白云村、堡底村和红洼村。